# جان شاربونو
جان شاربونو هو كاتب وشاعر كندي، ولد في 1875 في مونتريال في كندا، وتوفي في 25 أكتوبر 1960 في سانت أوستاش في كندا.

## وصلات خارجية
- جان شاربونو على موقع الموسوعة البريطانية (الإنجليزية)